# 2D2 9100
Les 2D2 9100 sont des locomotives électriques françaises fonctionnant sous courant continu (1 500 V) construites à 35 exemplaires pour la SNCF par les sociétés Fives-Lille pour la partie mécanique et CEM pour la partie électrique à partir de 1950 dans le cadre de l'électrification de la ligne ferroviaire de Paris à Lyon.
Circulant principalement sur la ligne de Paris-Lyon à Marseille-Saint-Charles (« artère impériale ») lorsque l'électrification progresse vers le sud, elles commencent par remorquer les rames de voyageurs les plus prestigieuses (Mistral) et les trains de marchandises les plus lourds. Progressivement évincées par des locomotives plus récentes, elles se cantonnent aux trains de marchandises et finissent par ne plus avoir de services réguliers. Elles sont retirées du service en 1987, victimes de leur masse excessive et de leur technologie devenue obsolète. Ce sont les dernières locomotives de disposition 2D2 à assurer un service commercial en France. La 2D2 9135, dernier exemplaire produit et classé comme monument historique en 1990, est préservée par une association.

## Genèse de la série

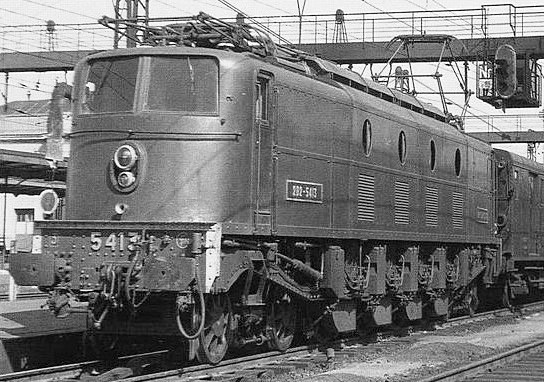
Une 2D2 5400, dont le style préfigure celui des 2D2 9100.

Les dirigeants de la Compagnie des chemins de fer de Paris à Lyon et à la Méditerranée (PLM) envisagent, après la Première Guerre mondiale, l'électrification de la ligne Paris — Lyon — Marseille. En raison de l'importance des investissements nécessaires, aucune décision n'est toutefois prise par le PLM quand la compagnie disparaît lors de la création de la SNCF en 1938. Cette dernière en fait immédiatement une de ses priorités.
Les machines de vitesse dédiées à cette ligne électrifiée sont réfléchies en optimisant le concept déjà éprouvé mais conservateur des 2D2. Ce dernier est d'ailleurs une adaptation à la traction électrique du schéma des locomotives à vapeur : grands roues motrices, empattement rigide important et roues ou bogies porteurs aux extrémités. Elles sont conçues après la Seconde Guerre mondiale, en même temps que les BB 8100 destinées au trafic mixte. Il est décidé dans un premier temps d'en construire 35 exemplaires en reprenant les plans des anciennes 2D2 5500 d'avant guerre et en y ajoutant quelques améliorations, mais avec un dessin de caisse se rapprochant des 2D2 5400 La commande est passée en juin 1946. D'autres commandes sont initialement envisagées pour un total de 110 unités mais les performances des CC 7001-7002, montrant la supériorité des locomotives à adhérence totale, font que la série n'est pas poursuivie au-delà,.

## Description

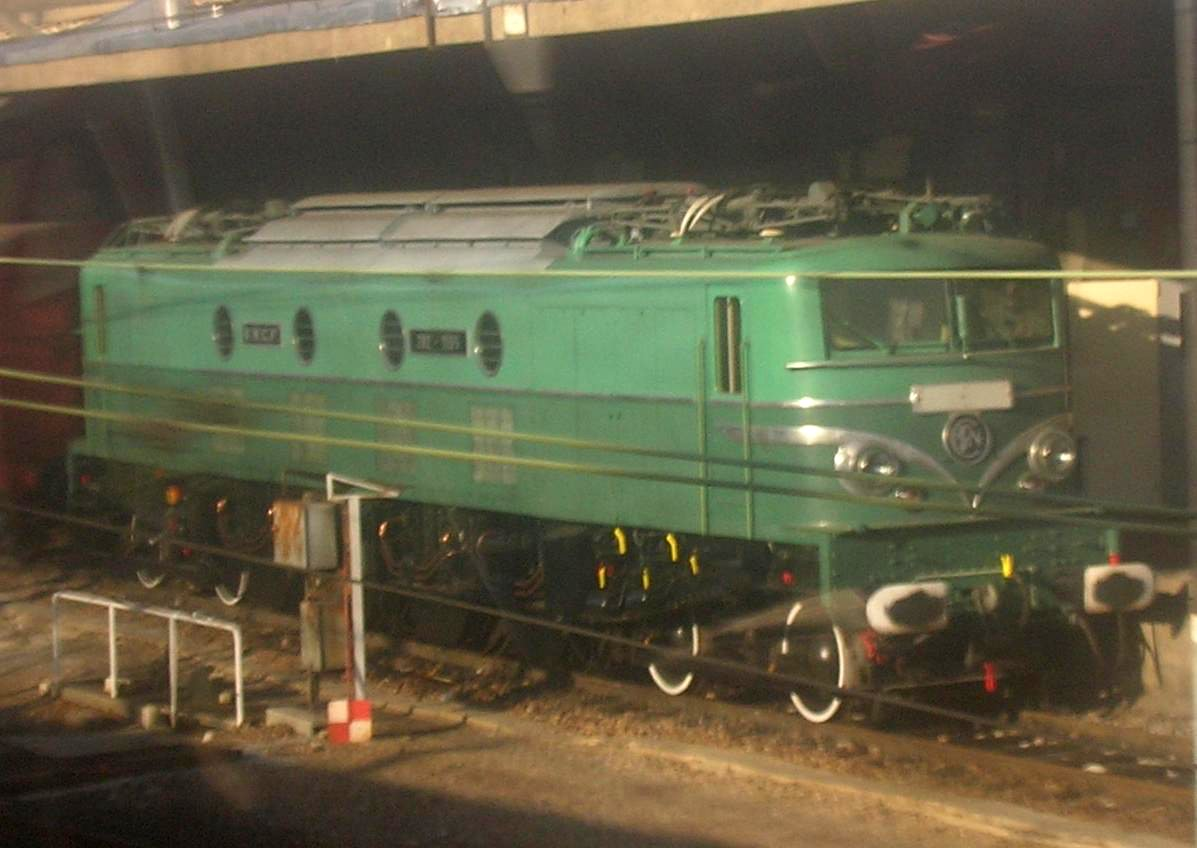
La 2D2 9135 en cours de restauration dans sa livrée d'origine en 2005.

Les 2D2 9100 sont construites sur la base des 2D2 5500 de la dernière sous-série (5546 à 5550), avec des modifications induites par l'amélioration des techniques de construction et la plus forte puissance installée. La construction est confiée, comme pour les 2D2 5400 et les 2D2 5500, à Fives-Lille pour la partie mécanique et à la CEM pour la partie électrique, en collaboration avec la Division des études de traction électrique (DETE) de la SNCF.
Le châssis supporte une caisse en tôle d'acier. Les cabines de conduite, aux deux extrémités, possèdent des parois doubles pour une meilleure protection des conducteurs — un conducteur et un aide-conducteur sont toujours présents en cabine — et une meilleure isolation thermique et phonique.

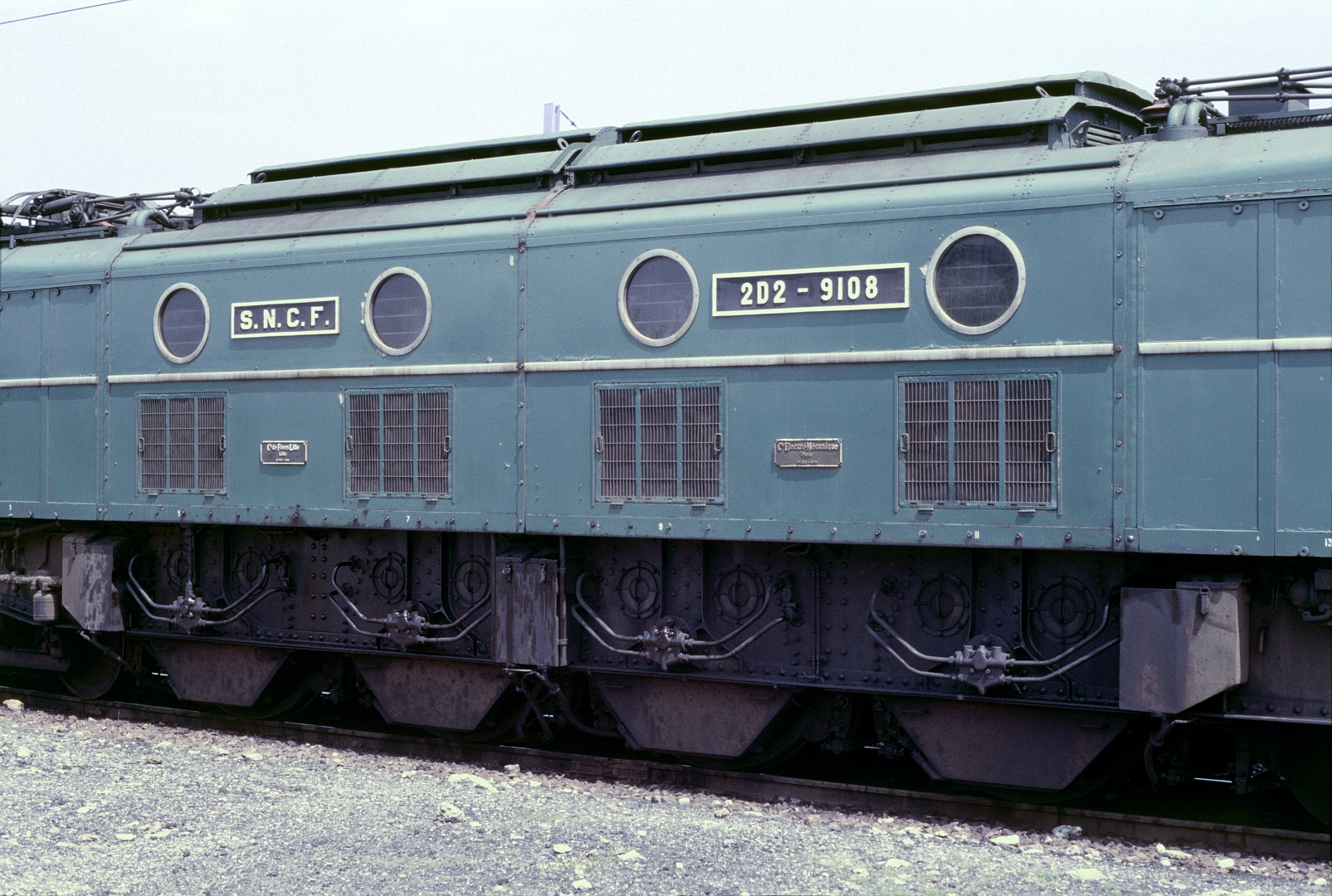
Partie centrale et transmission de la 2D2 9108.

Ces locomotives, d'une puissance unihoraire de 3 687 kW pour une puissance continue de 3 320 kW à la tension de 1 350 V, sont équipées de quatre moteurs de traction plus puissants mais plus volumineux que sur les séries précédentes, entraînant les quatre essieux moteurs par une transmission Buchli. Ces dispositions permettent d'atteindre la vitesse de 160 km/h mais en service la vitesse est limitée à 140 km/h car les lourdes locomotives sont agressives pour les voies. Leur masse totale est en effet de 144 t pour 88 t de masse adhérente, soit une charge maximale de 22 t par essieu moteur et 14 t par essieu porteur. Pour faciliter l'inscription de la locomotive dans les courbes, les deux essieux centraux disposent d'un débattement latéral de plus ou moins 25 mm. Par rapport aux séries précédentes, le circuit de lubrification des essieux moteurs et porteurs est centralisé et optimisé, pour limiter les fuites (et donc les risques d'incendie) et la consommation d'huile.

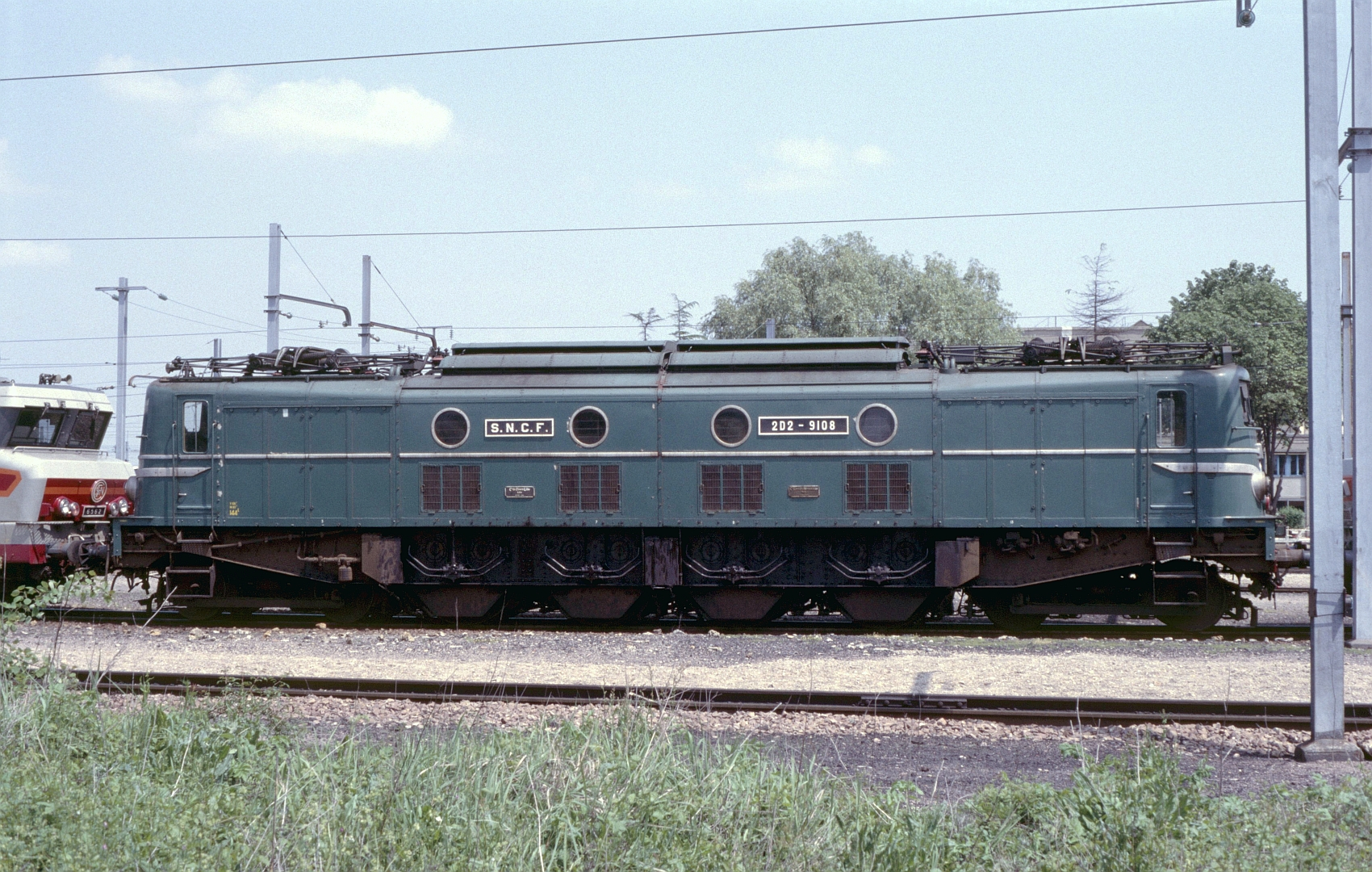
La 2D2 9108 en livrée définitive à Villeneuve-Saint-Georges en 1985.

Lors de leur mise en service, les 2D2 9100 arborent une livrée composée de vert foncé en bas de caisse, vert clair en haut et sur la toiture, séparés par un bandeau métallique. Cette livrée, qui tranche avec le vert sombre des locomotives déjà en service, donne à la SNCF une image de modernité. À partir de 1961, les locomotives sont uniformément repeintes en vert bleuté foncé. À l'occasion des grandes révisions générales qui se déroulent de 1969 à 1974, les locomotives bénéficient de nombreuses modifications, telles qu'un recâblage complet, le remplacement des roues des bogies porteurs, la modification des baies des cabines de conduite et des avertisseurs sonores, la suppression des fanaux situés dans les angles supérieurs des cabines, le montage du système de VACMA.
Le puissant ronflement de leurs ventilateurs qui débitent 480 m3 d'air par minute leur vaut, de la part des agents de conduite, le surnom péjoratif de « Batteuses » ; quant à celui de « Dragues », il évoque dans le vocabulaire du chemin de fer à vapeur une locomotive générant peu de vapeur et aux piètres performances. Tout au long de leur carrière, ces locomotives délicates à piloter et au confort très spartiate sont en effet peu appréciées des conducteurs,. Comme les autres locomotives de construction française à cette époque, elles ne sont pas équipées de sièges pour les agents de conduite mais d'une simple selle, remplacée par un strapontin lors de l'application de la VACMA, puis par un siège sur pied en 1973.

## Carrière et services effectués
Vingt locomotives sont livrées en 1950 et quinze l'année suivante. La première machine (9101) est mise en service le 2 mars 1950 et la dernière (9135) le 31 juillet 1951.

### Lignes desservies

Lignes parcourues par les 2D2 9100 en service commercial.

La 2D2 9130 à Sens en juin 1978.

Les premiers exemplaires réalisent des marches d'essais sur Paris — Bordeaux, Paris — Toulouse ou Paris — Limoges, mais les lignes que ces locomotives fréquentent régulièrement en service commercial sont celles de la vallée du Rhône et du sud-est, étendant leur rayon d'action au fur et à mesure des électrifications : Paris — Dijon — Lyon — Avignon, Avignon — Marseille, Avignon — Narbonne — Port-Bou, Dijon — Dole ; elles desservent occasionnellement Saint-Étienne ou Chambéry. Elles s'adjugent les trains les plus rapides et les plus lourds. Certaines 2D2 9100 circulent également entre Paris-Tolbiac et Juvisy, entre Valenton et Rungis. Dès 1955 toutefois, leurs tournées les plus prestigieuses, comme la traction du Mistral, commencent à leur être retirées au profit des CC 7100.

La 2D2 9127 en gare de Lyon-Perrache en juin 1978.

Elles poursuivent leur carrière reléguées à la traction des trains de marchandises : la vitesse maximale sur les lignes qu'elles fréquentent est relevée à 160 km/h, ce qu'elles ne peuvent atteindre, au contraire des BB 7200 et BB 22200 neuves. En 1981, l'arrivée du TGV Sud-Est occasionne la suppression de nombreuses circulations sur la ligne classique, libérant des locomotives récentes qui reprennent les attributions des 2D2 9100. Les révisions générales de ces locomotives cessent définitivement en 1982. Leur retrait du service est motivé par leur masse excessive qui les rend agressives pour les voies, par leur entretien délicat et onéreux et par leur technologie dépassée, notamment en ce qui concerne leur vitesse maximale. Il s'agit de la dernière série de locomotives électriques à châssis rigide et essieux porteurs : sa conception issue d'une technique éprouvée en fait une série d'une fiabilité remarquable malgré ses défauts dans d'autres domaines. C'est ainsi que la 9101 parcourt 51 657 km en mars 1954, ce qui constitue le record du monde pour l'époque.
La masse de ces locomotives est cependant mise à profit avec un train de quatre locomotives composé des 2D2 9106, 9110, 9132 et 9102 (576 t), utilisé comme lest pour les essais en charge d'un nouveau pont SNCF sur la Marne, à Charenton-le-Pont les 4 et 5 décembre 1984.

### Dépôts titulaires

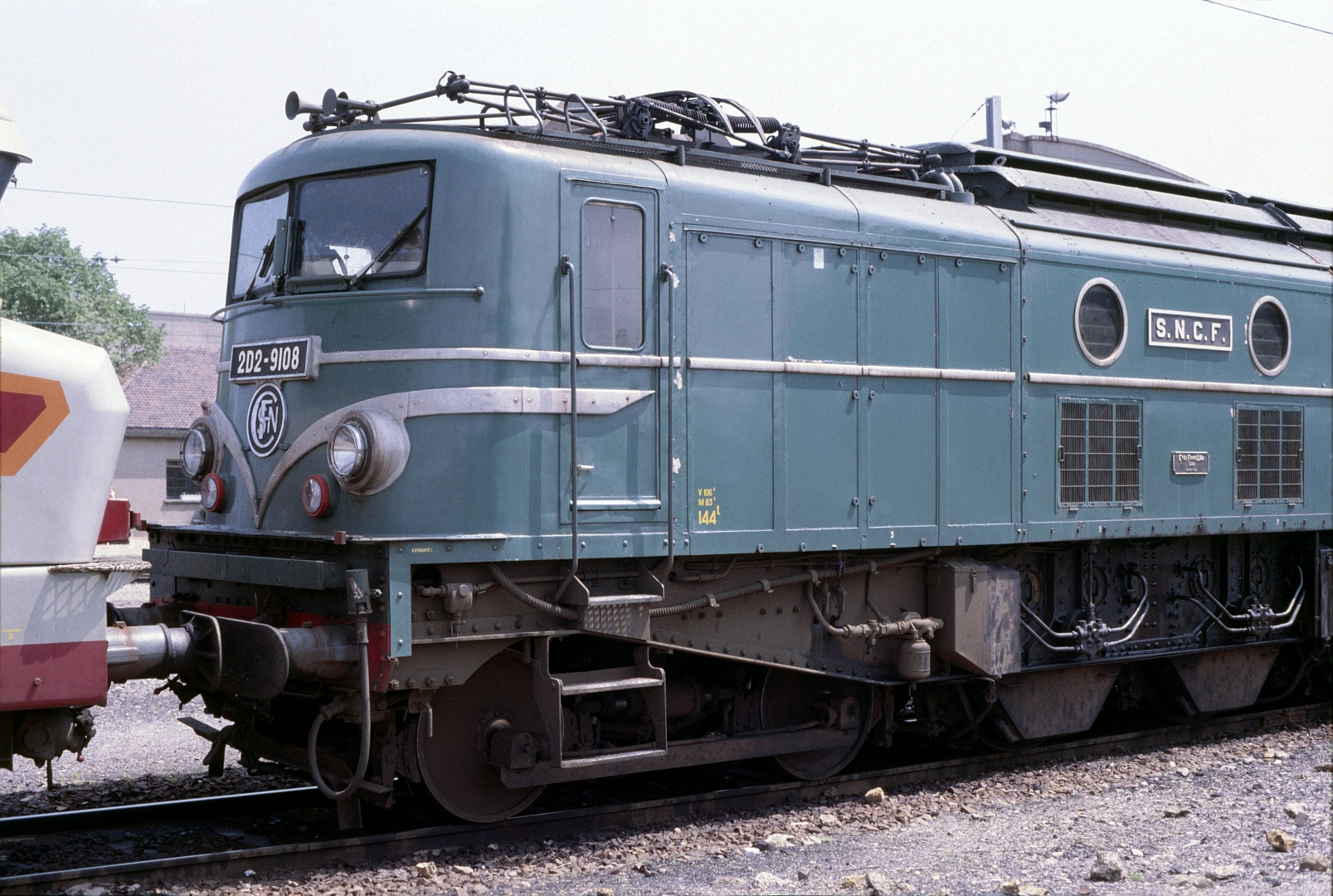
La 2D2 9108 à Villeneuve-Saint-Georges en 1985

Lors de leur mise en service, les 2D2 9100 sont affectées au dépôt de Laroche - Migennes pour les onze premiers exemplaires, puis à celui de Paris-Lyon pour les vingt-quatre suivants même si, à l'origine, trois machines devaient rejoindre des dépôts de la région Sud-Ouest pour y remplacer des locomotives détruites lors de bombardements ; toutes les locomotives sont finalement affectées à Paris-Lyon le 14 septembre 1950. Au fil des mutations, elles fréquentent le dépôt de Villeneuve-Saint-Georges à partir du 15 octobre 1968 puis celui de Lyon-Mouche où elles sont toutes regroupées le 30 septembre 1977 puis radiées entre le 12 mai 1982 (2D2 9129) et le 31 juillet 1987 (2D2 9135) après une période plus ou moins longue de « garage en bon état ».
La 2D2 9105 détient le record du kilométrage pour un engin de la série avec 7 622 167 km parcourus entre le 28 mai 1950 et le 16 novembre 1984 alors que la 2D2 9102 détient le record de longévité : elle est restée plus de trente-six ans et demi en service entre le 20 mars 1950 et le 14 octobre 1986.

## Conservation
Une seule machine est préservée, la 2D2 9135, acquise par l'Association ferroviaire pour la conservation de locomotives (AFCL) dès sa radiation. Elle est d'abord conservée au dépôt du Charolais à Paris-Bercy, puis sous la rotonde du dépôt d'Ambérieu-en-Bugey, et enfin au dépôt de Laroche - Migennes depuis 2014. La locomotive est classée au titre des monuments historiques en 1990. Restaurée dans un premier temps dans sa livrée d'origine à deux tons de vert, elle est ensuite repeinte en vert bleuté uniforme.
Après plus de vingt ans de préservation à Saint-Étienne par l'Association de sauvegarde de matériel ancien, la 2D2 9134 est finalement vendue à un ferrailleur au mois d'avril 2008.

## Modélisme
La mise en service des 2D2 9100 en 1950-1951 coïncide avec le développement du modélisme ferroviaire à l'échelle HO. Ces locomotives au style particulier suscitent l'intérêt des modélistes et les premières firmes à les reproduire à cette échelle sont TAB et JEP, suivies par RMA, Jouef, Carmina, Lemaco puis Roco. D'abord disponibles dans leur livrée bicolore d'origine, les modèles sont ensuite proposés en livrée vert-bleuté uniforme. Elles sont également reproduites en HO sous forme de kit à monter par Locoset Loisir (Artmetal-LSL).
Fulgurex propose une 2D2 9100 à l'échelle 0 ainsi qu'à l'échelle 1, alors que Transmondia commercialise un modèle à l'échelle N.